# Michail Nazarov
Michail Nazarov (14 oktober 1994) is een Russisch schansspringer. Hij nam eenmaal deel aan de Olympische Winterspelen.

## Carrière
Nazarov maakte zijn debuut in de wereldbeker in het seizoen 2016/2017. Bij zijn eerste wereldbekerwedstrijd op 24 maart 2017 in Planica eindigde hij op de 40e plaats. Hij behaalde nog geen punten in een wereldbekerwedstrijd.
In 2018 nam Nazarov een eerste keer deel aan de Olympische winterspelen. Wegens de afwezigheid van Rusland maakte Nazarov deel uit van het team van olympische atleten uit Rusland. Op de normale schans eindigde hij op de 34e plaats. Enkele dagen later sprong hij op de grote schans naar de 39e plaats.

## Belangrijkste resultaten

### Olympische Winterspelen
| Jaar | Plaats      | Resultaten                                             |
| ---- | ----------- | ------------------------------------------------------ |
| 2018 | Pyeongchang | 34e normale schans 39e grote schans 7e landenwedstrijd |

### Wereldbeker
Eindklasseringen
| Seizoen   | Algm | 4S  | RAW |
| --------- | ---- | --- | --- |
| 2016/2017 | -    | -   | 68e |
| 2017/2018 | -    | -   | 42e |
| 2018/2019 | 77e  | 51e | 26e |
| 2019/2020 | -    | -   | 49e |

### Grand-Prix
Eindklasseringen
| Jaar | Plaats |
| ---- | ------ |
| 2017 | 40e    |
| 2018 | 48e    |
| 2019 | 35e    |